# Vriesea geniculata
Vriesea geniculata là một loài thực vật có hoa trong họ Bromeliaceae. Loài này được (Wawra) Wawra miêu tả khoa học đầu tiên năm 1866.